# Михайловское сельское поселение (Омская область)
Михайловское се́льское поселе́ние — муниципальное образование в Кормиловском районе Омской области Российской Федерации.
Административный центр — село Михайловка.

## История
Статус и границы сельского поселения установлены Законом Омской области от 30 июля 2004 года № 548-ОЗ «О границах и статусе муниципальных образований Омской области».

## Население
| 2010  | 2011  | 2012  | 2013  | 2014  | 2015  | 2016  |
| ----- | ----- | ----- | ----- | ----- | ----- | ----- |
| 1257  | ↗1258 | ↗1286 | ↗1293 | ↗1316 | ↘1297 | ↗1317 |
| 2017  | 2018  | 2019  | 2020  | 2021  | 2023  |       |
| ↗1318 | ↗1327 | ↘1287 | ↘1283 | ↘1229 | ↘1224 |       |

## Состав сельского поселения
| № | Населённый пункт | Тип населённого пункта       | Население |
| - | ---------------- | ---------------------------- | --------- |
| 1 | 2-я Фоминовка    | деревня                      | 374       |
| 2 | Ефимовка         | деревня                      | 75        |
| 3 | Михайловка       | село, административный центр | 808       |